# Фавстос Бузанд
Фавстос Бузанд или Фаустус Византийски (на арменски: Փավստոս Բուզանդ; на арменски: P’avstos Buzand; на латински: Pavstos Buzand, Pawstos Buzand) е арменски историк от 5 век.
Автор е на „История на Армения“ в 3 тома. Описва на гръцки историята от Аршак II (350-367) и неговия син Пап (369-374) и на Християнска Армения от 317 до 387 г.